# Diana Blefari Melazzi
Diana Blefari Melazzi (Roma, 4 aprile 1969 – Roma, 31 ottobre 2009) è stata una terrorista italiana.
Componente dell'organizzazione armata di sinistra Nuove Brigate Rosse, venne arrestata il 22 dicembre 2003 a Santa Marinella e condannata all'ergastolo per il delitto del giuslavorista Marco Biagi.
Il 31 ottobre 2009, poche ore dopo la notifica della sentenza, venne ritrovata morta suicida nella sua cella del carcere di Rebibbia, a Roma. Il suo nome di battaglia era Maria.

## Biografia
Nata in una famiglia originaria dell'Alto Ionio Cosentino e appartenente alla buona borghesia romana dei Parioli, Diana Blefari Melazzi era figlia di una baronessa morta anch'ella suicida nel 2001 e nipote di una ex ambasciatrice d'Italia in Romania. Dopo gli studi al liceo classico Giulio Cesare, si iscrive a Biologia. In seguito, lasciata la casa di famiglia, si trasferisce nel quartiere Pigneto dove si mantiene lavorando presso le due edicole (site nel quartiere Montesacro) di proprietà della famiglia.
Frequenta gli ambienti dell'antagonismo romano ma non viene mai segnalata dalle forze dell'ordine se non per aver testimoniato, nel 1993, al processo contro alcuni militanti di estrema destra accusati di aggressione nei confronti di Gianluca Peciola, poi divenuto consigliere di Sinistra Ecologia Libertà al Comune di Roma.

## Il covo di Via Montecuccoli
Il 24 ottobre del 2003, alla notizia del blitz delle forze dell'ordine che, fra Roma e la Toscana, trae in arresto sette presunti brigatisti (Federica Saraceni, Laura Proietti, Cinzia Banelli, Paolo Broccatelli, Roberto Morandi, Marco Mezzasalma e Alessandro Costa) con l'accusa di aver partecipato all'omicidio di Marco Biagi, Diana lascia in fretta e furia il suo appartamento romano e diventa irreperibile agli inquirenti.
Dalle indagini che seguirono quegli arresti, il 20 dicembre 2003, in una cantina al civico 3 di via Montecuccoli nel quartiere Prenestino, a Roma, venne individuato un covo utilizzato dai brigatisti e nel quale vennero rinvenuti una grande quantità di esplosivo e di materiale riconducibile all'organizzazione, tra cui decine di targhe automobilistiche, lampeggianti della polizia, false divise dei carabinieri, telefoni cellulari, maschere, parrucche, timbri, diverse carte d'identità rubate, schede telefoniche e il volantino di rivendicazione dell'omicidio Biagi. Dalla successiva verifica sul contratto d'affitto del locale venne fuori che lo stesso era intestato alla Blefari Melazzi che, forse ritenendo di non poter essere individuata, aveva siglato il documento con il suo vero nome, fornendo un suo documento originale e lasciando come recapito il telefono fisso della sua casa.
Da quel momento la Blefari Melazzi è ufficialmente una latitante e viene ricercata a tappeto dagli agenti della Digos che, incrociando i dati degli annunci di affitto con i movimenti dei sette brigatisti arrestati il 24 ottobre precedente, recuperano un filmato girato il 18 ottobre dalla telecamera di sorveglianza del deposito EasyBox, sito nei pressi del Verano, che testimonia come la donna avesse trasferito tutto il contenuto del covo dal deposito alla cantina di via Montecuccoli, aiutata da Marco Mezzasalma.

## L'arresto
La notte del 22 dicembre del 2003, gli uomini della Digos romana circondano una casa di via Etruria 131, a Santa Marinella dove, in seguito alla segnalazione dei proprietari, viene individuata e quindi arrestata Diana Blefari Melazzi che, subito dopo la cattura, si dichiara prigioniera politica e rifiuta di rispondere alle domande degli inquirenti.
L'ordinanza di custodia cautelare, firmata dal Giudice per le indagini preliminari Carmelita Russo, accusa la donna di banda armata e detenzione di esplosivo. Nel testo del provvedimento si spiega come la Blefari Melazzi sia direttamente collegata al covo di via Montecuccoli e al materiale rinvenuto al suo interno, spiegando che la donna: "Provvedeva materialmente e in concorso con il Mezzasalma al trasporto, all'occultamento e alla custodia di materiale proprio della banda armata comprensivo di documentazione, strumenti per le comunicazioni, bombe, esplosivo, detonatori, divise delle forze dell'ordine e altro. È impensabile che l'indagata fosse inconsapevole della natura del materiale sequestrato tenuto anche conto che il trasloco del covo, per i rischi che comportava, non poteva essere affidato a soggetto ignaro che avrebbe potuto mettere a repentaglio la sopravvivenza dell'organizzazione che si pone come obiettivo l'attacco al cuore dello stato."

## Il processo e il suicidio
Nel processo per l'omicidio di Marco Biagi, secondo la testimonianza della pentita Cinzia Banelli, Diana Blefari Melazzi avrebbe avuto il ruolo di staffetta, seguendo diverse volte il professore all'università di Modena e nel tragitto fra la stazione di Bologna e la sua casa, accusandola anche di aver preso parte all'inchiesta preparatoria e di aver inviato la mail con il documento di rivendicazione tramite un internet point.
Dopo la condanna in primo e secondo grado all'ergastolo, la Corte Suprema di Cassazione, il 7 dicembre 2007, decise di annullare la sentenza ritenendo necessario un esame delle condizioni psichiche della donna, richiesto dai suoi difensori. Le venne così diagnosticata una patologia da disturbo post-traumatico da stress per il fatto di essere stata sottoposta al carcere duro del 41 bis e per lo stress della condanna in primo grado all'ergastolo. Da lì in poi, la Blefari Melazzi, cominciò un lento declino depressivo che a poco a poco la fece rintanare in un universo fatto di solitudine e di rifiuto della vita ai limiti dell'autismo, con comportamenti che gli psichiatri definirono paranoici, fatti di lunghi silenzi interrotti solo da attacchi di panico che le facevano apparire ovunque complotti per il cibo avvelenato (rifiutò il cibo addirittura per 28 giorni) o per la convinzione di dover essere uccisa da Massimo D'Alema.
Ma i magistrati che dovevano giudicarla la dichiararono "in grado di stare in giudizio e di rapportarsi al processo" ammettendo "l'indubbio stato di sofferenza della Blefari Melazzi" ma giudicando che quella sofferenza "derivava dallo stato di consapevolezza del processo" e che i suoi "atteggiamenti apparentemente paranoici, come il rifiuto del cibo, erano una reazione coerente al suo modo di porsi e conseguenza di un forte impatto dell'ideologia Br sulla sua personalità."
Nel nuovo dibattimento di secondo grado che seguì, il 27 ottobre 2009, venne quindi condannata all'ergastolo in via definitiva dalla Prima sezione penale della Cassazione.
La sera del 31 ottobre, poco dopo che le era stata notificata la sentenza di conferma dell'ergastolo, la Blefari Melazzi tagliò e annodò le lenzuola del suo letto facendone un cappio con cui si impiccò nella sua cella di Rebibbia.
La vita di Diana Blefari Melazzi è narrata nel libro di  Paola Staccioli Sebben che siamo donne. Storie di rivoluzionarie, DeriveApprodi, Roma 2015.